# 黄二山
黄二山（？—1925年），另译黄日山、黄如山，荷属东印度丹格朗华人甲必丹和地主。他管理作为作为荷兰殖民体系“间接统治”一部分的吧城华人公馆。